# Monodelphis gardneri
Monodelphis gardneri is een zoogdier uit de familie van de opossums (Didelphidae). De wetenschappelijke naam van de soort werd voor het eerst geldig gepubliceerd door Solari, Pacheco, Vivar en Emmons in 2012.

## Voorkomen
De soort komt voor in het midden van Peru.